# Automobilmuseum von Fritz B. Busch

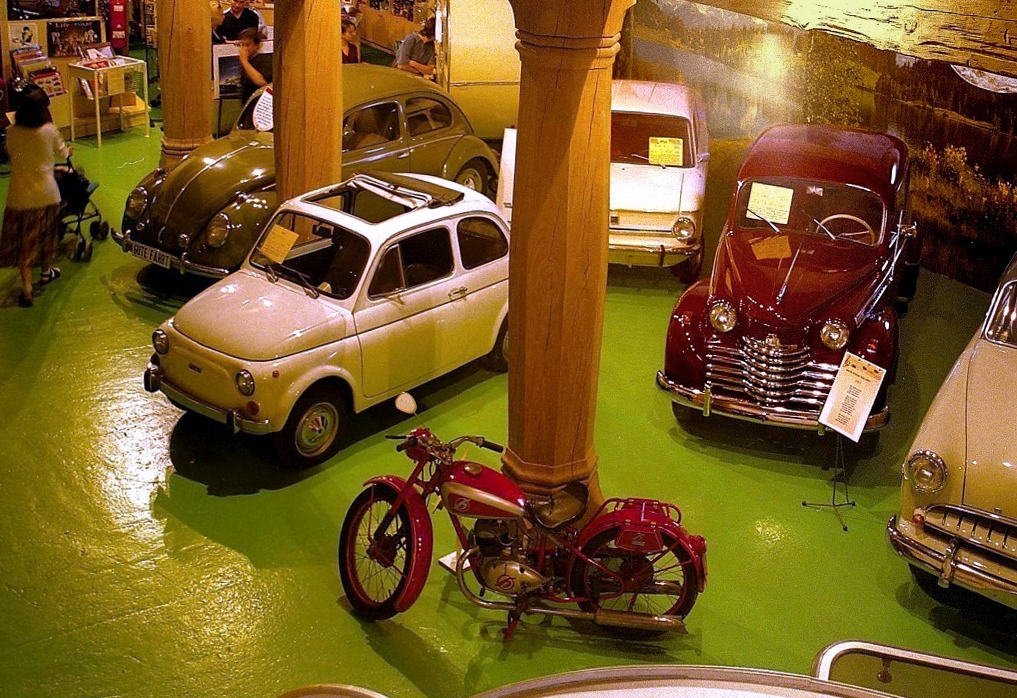
Blick in das Automobilmuseum von Fritz B. Busch in Wolfegg

Das Automobilmuseum von Fritz B. Busch wurde 1973 von dem Auto-Journalisten Fritz B. Busch (1922–2010) in einem 500 Jahre alten Nebengebäude des fürstlichen Schlosses von Waldburg-Wolfegg in Wolfegg gegründet. Nach mehreren Erweiterungen und Verschönerungen zählte es mehr als 200 Oldtimer auf einem ca. 3000 m² großen Ausstellungsgelände.
Zu sehen waren dort Autos, Rollermobile, Motorräder, Traktoren und Wohnwagen aus dem Alltag der Menschen, aber auch besondere Modelle. Ende Oktober 2016 wurde das Museum geschlossen. Etliche Exponate zogen in das Auto & Traktor Museum um. Im April 2017 wurde an der Stelle des ehemaligen Museums erneut ein Automuseum eröffnet. Das neue Automuseum Wolfegg widmet sich im Schwerpunkt den Fahrzeugen der 1960er, 1970er und 1980er Jahre.

## Geschichte des Museums

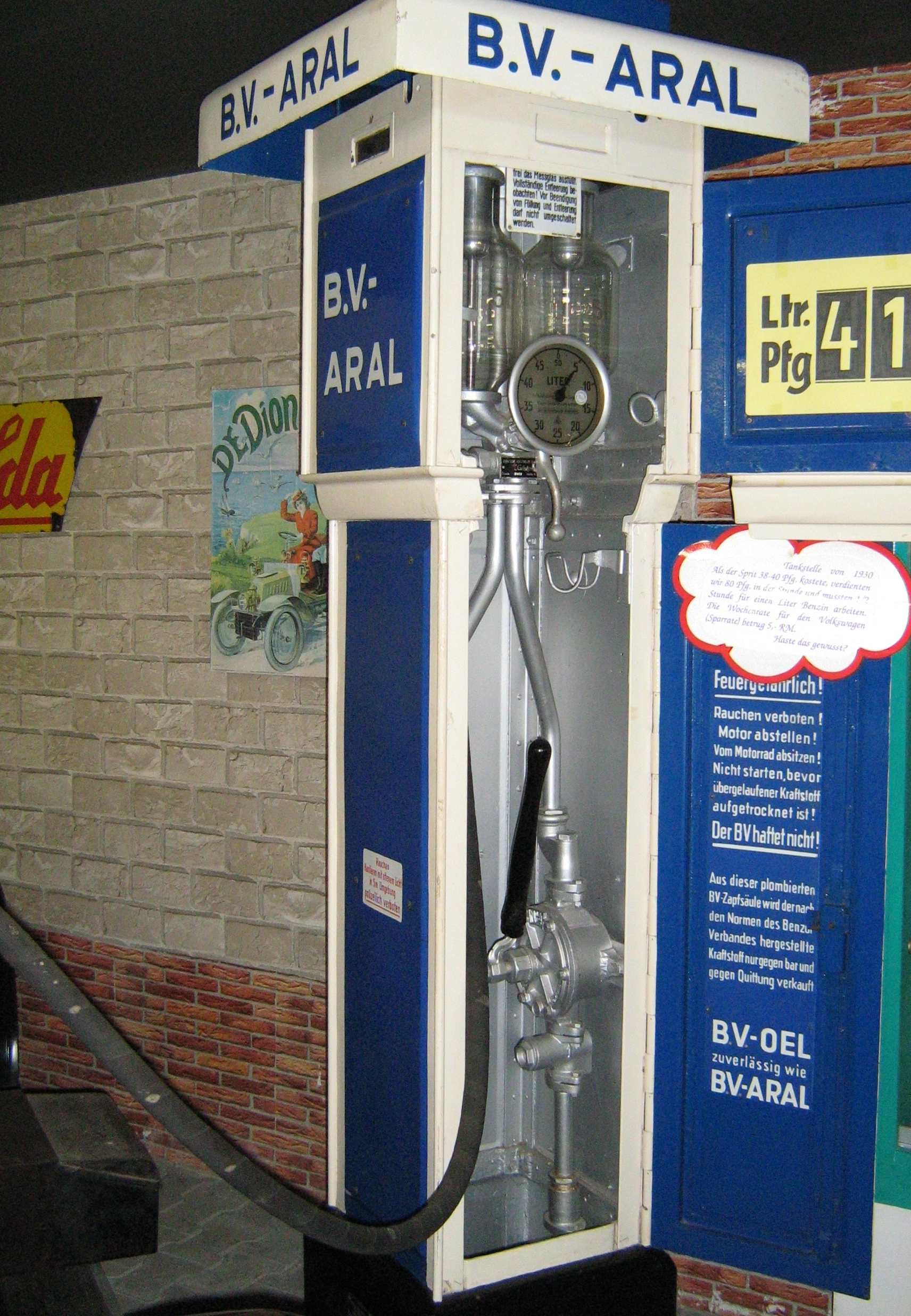
Tanksäule von 1939

Im Jahr 1972 restaurierte Fritz B. Busch ein etwa 500 Jahre altes, zum Schloss Wolfegg gehörendes Wirtschaftsgebäude, das Fürst Max Willibald von Waldburg-Wolfegg zur Einrichtung eines Automobilmuseums zur Verfügung stellte. Als das Museum Ostern 1973 eröffnet wurde, umfasste die Ausstellung 32 Automobile. 1977 gab es noch das Renn- und Sportwagenmuseum von Fritz B. Busch in Friedrichshafen-Ailingen, das im Sommer täglich geöffnet war und sportliche Fahrzeuge ausstellte. Die Fahrzeuge wurden später nach Wolfegg verlagert. Im August 1981 nannte sich die Ausstellung in Ailingen Busch’s Motorrad-Museum und stellte nur noch Motorräder aus. Die Automobil- und Motorrad-Chronik berichtete in der Ausgabe Juni 1982, dass Busch sein Motorradmuseum aufgelöst und die Motorräder nach Wolfegg verlegt habe.  Im Laufe der Jahre wurden es etwa 200 Fahrzeuge, einschließlich etlicher Motorräder. Die Ausstellungsfläche wurde auf 2500 Quadratmeter in zwei Stockwerken erweitert und 1998 noch einmal um 700 Quadratmeter in einem zweiten Gebäude.
Fritz B. Busch stellte nicht nur seine Fahrzeuge aus, sondern ließ auch Zeitgeschichte erleben, mit der sie verbunden waren; und er wollte Erinnerungen an persönliches Erleben der Besucher wecken. In den Windschutzscheiben mancher Autos klebten als Wolken ausgeschnittene Plakate, die zum Beispiel von dem Goggomobil erzählten, mit dem die Bauersleute sonntags in die Kirche fuhren, und in dem die Ziege nach ausgebautem Beifahrersitz vorn neben dem Fahrer saß, wenn sie zum Bock musste.
Eine alte Tanksäule, ein angedeuteter Campingplatz mit Campingwagen, VW Käfer und NSU Prinz, eine Scheune, in der ein sogenannter Scheunenfund darauf wartete, restauriert zu werden, oder alte Werbeplakate versetzten die Besucher in vergangene Zeiten. Doch nicht etwa nur Kleinwagen wurden gezeigt, sondern ebenso repräsentative Limousinen wie ein Horch, Hans Albers’ Cadillac Series 62 von 1951 und Helmut Zacharias’ Cadillac aus dem Jahr 1988, auf dessen Rücksitz noch die Geige des Musikers lag, sowie schnelle Sportwagen, unter anderem auch der Porsche Formel 2 des früheren Königs Hussein I. von Jordanien.
Von 2006 bis zur Schließung im Herbst 2016 führte Buschs Tochter Anka Guter-Busch das Museum. Einen neuen Pachtvertrag über weitere fünf Jahre wollte sie nicht schließen, weil aus der Familie kein Nachfolger für sie in Aussicht war. Deshalb entschloss sie sich, die Exponate an das Traktormuseum in Uhldingen-Mühlhofen zu verkaufen. Wirtschaftliche Gründe für die Schließung des Museums gebe es nicht, betonte Anka Guter-Busch in einem Interview.

## Exponate
Eine Auswahl der Exponate:

### Automobile
- Adler Typ 10, 1938
- AGA Sport, 1921
- Alfa Romeo Giulietta Spider, 1962
- Alfa Romeo Giulietta Sprint, 1962
- Auto Union 1000 SP, 1959
- Auto Union 1000 S, 1961
- Benz 8/20 PS Sport Phaeton
- BMW Dixi, 1930
- BMW LS 700, 1962
- BMW Ihle Sport, 1930
- BMW Isetta, 1959
- BMW 501 A, 1954
- BMW 503, 1958
- BMW 600
- Borgward Isabella
- Borgward Isabella Coupé, 1958
- BSA Dreirad, 1932
- Cadillac (von Hans Albers), 1951
- Cadillac (von Helmut Zacharias), 1988
- Chevrolet Corvette, 1961
- Chevrolet K Tourer, 1926
- Citroën Typ A Fahrgestell, 1919
- Citroën 2CV (Charleston-Ente), 1982
- Citroën 2CV Sahara, 1963
- Citroën 5CV (Typ C), 1923
- Citroën 11CV, 1955
- DKW F 1
- DKW F 5, 1937
- DKW F 12 Cabriolet, 1960
- DKW F 89 Meisterklasse, 1951
- DKW Monza, 1957
- Dixi Eisenach, 1928
- Fiat Balilla Spider
- Fiat 500, 1954
- Fiat 500 (Topolino), 1934
- Fiat 501 S, 1923
- Fiat 509, 1928
- Fiat 600, 1964
- Fiat 850 Coupé
- Fiat Neckar Spezial, 1962
- Ford A Roadster, 1930
- Ford "Buckel" Taunus, 1950
- Ford Capri "Autogrammauto", 1972
- Ford Modell T Phaeton, 1926
- Ford Taunus 17 M, 1960
- Goggomobil TS 250 Coupé, 1958
- Goggomobil 250, 1956
- Goliath GD 750, 1951
- Goliath Pionier, 1932
- Goliath Lieferwagen, 1933
- Hanomag 2/10 (Kommissbrot), 1927
- Hanomag 3/16, 1929
- Hanomag 3/16 (Fahrgestell), 1930
- Hanomag 4/20 (Schnittmodell), 1931
- Horch 853 Sport Cabrio, 1937
- Jaguar E, Serie 1, 1962
- Kleinschnittger F 125, 1953
- Lancia Lambda Tourer, 1927
- Lloyd 250, 1952
- Lloyd Alexander, 1959
- Mercedes-Benz 260 D, 1936
- Mercedes-Benz Stuttgart, 1929
- Mercedes-Benz 170 V, 1954
- Mercedes-Benz 180, 1957
- Mercedes-Benz 300 Fahrgestell, 1958
- Messerschmitt Kabinenroller, 1962
- MG Midget, 1962
- MG TF, 1954
- NSU Wankel Spider, 1965
- NSU Prinz III, 1958
- NSU Prinz 4 L, 1971
- NSU Sport Prinz, 1967
- Opel Kadett, 1963
- Opel Olympia, 1951
- Opel Olympia Rekord, 1955
- Opel 4/20 Tourer, 1929
- Opel P4, 1936
- Porsche 356, 1961
- Porsche 906 Langheck, 1966
- Porsche 912, 1967
- Peugeot 203 Cabrio, 1956
- Peugeot 202 Coupe Decapotable, 1938
- Porsche Formel II Rennwagen, 1959
- Piccolo Voiturette, 1907
- Salmson Gran Sport, 1927
- Steinwinter Junior 50, 1981
- Steyr 200 Cabriolet
- Steyr 55 Baby, 1940
- Trabant 601, 1965
- Victoria Spatz, 1956
- Volkswagen "Käfer", 1951
- Volkswagen Golf, 1974
- VW Formel V, 1967
- Willys Jeep, 1942
- Zündapp Janus, 1957

### Motorräder

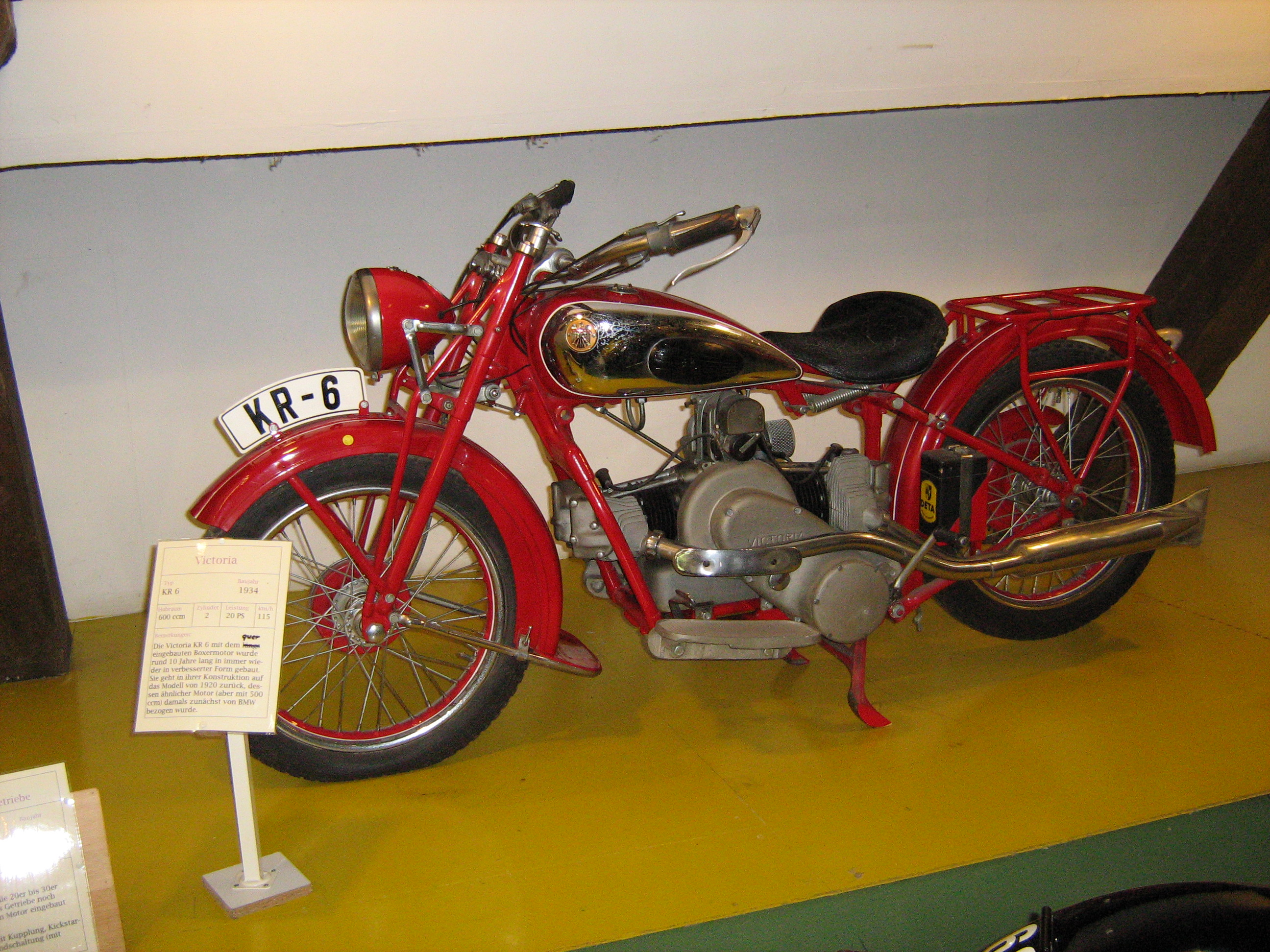
Victoria KR6

- Adler M 150, 1954
- Adler MR 100, 1955
- BMW ADAC Gespann, 1954
- BMW R 3, 1936
- BMW R 25 Gespann, 1955
- BMW R 75, 1976
- DKW RT 125, 1951
- Hercules 200 K, 1952
- Horex Regina, 1957
- Hercules W 2000, 1973
- Moto Guzzi Alce, 1938
- Moto Guzzi Astore Gespann, 1950
- Moto Guzzi Polizia, 1969
- Moto Guzzi 500 GTV, 1944
- Moto Guzzi Cardellino, 1956
- Moto Guzzi Dingo, 1964
- NSU 251 OSL, 1950
- NSU Fox, 1952
- NSU Pony, 1939
- NSU Pony 100, 1937
- NSU Quick, 1938
- NSU Quick, 1939
- Puch 175 SV, 1957
- Triumph BDG 250, 1952
- Victoria KR 6, 1934
- Zündapp 175 S, 1956
- Zündapp DB 201, 1951
- Zündapp Z 200, 1928

### Motorroller
- DKW Hobby, 1955
- Heinkel Tourist Gespann, 1954
- NSU Lambretta, 1952
- NSU Prima, 1956
- Zündapp Bella, 1957

### Traktoren
- Allgaier, 1949
- Deutz Dieselschlepper, 1927
- Fordson, 1925
- Hanomag RL 20, 1938
- Hanomag WD R 28 A, 1925
- HELA, 1927
- Kramer, 1929
- Kramer Allesschaffer, 1938
- Lanz Bulldog, 1938
- Lanz Bulldog, 1939
- MIAG LD 20, 1939
- Porsche Junior, 1958